# Arísti
Arísti (Aristi) är en ort i Grekland.   Den ligger i prefekturen Nomós Ioannínon och regionen Epirus, i den nordvästra delen av landet, 300 km nordväst om huvudstaden Aten. Arísti ligger 582 meter över havet och antalet invånare är 128.
Terrängen runt Arísti är kuperad åt sydväst, men åt nordost är den bergig. Runt Arísti är det mycket glesbefolkat, med 3 invånare per kvadratkilometer. Närmaste större samhälle är Kónitsa, 14,6 km nordost om Arísti. Trakten runt Arísti består till största delen av jordbruksmark.